# All-Ireland Senior Football Championship 1978
L'All-Ireland Senior Football Championship del 1978 fu l'edizione numero 92 del principale torneo irlandese di calcio gaelico. Kerry si impose per la ventiquattresima volta, la prima di quattro consecutive.

## All-Ireland Senior Football Championship

### Semifinali
| Dublino 13 agosto Semifinale | Kerry | 3-11 – 0-08 | Roscommon | Croke Park |

| Dublino 20 agosto Semifinale | Dublin | 1-16 – 0-08 | Down | Croke Park |

### All-Ireland Final
| Dublino 16 settembre Finale | Kerry | 5-11 – 0-09 | Dublin | Croke Park |